# 제조업용 로봇
제조업용 로봇은 산업용 로봇의 또 다른 이름이다. 로봇기술이 점차 발전하고, 로봇응용분야도 점차 교육, 의료와 같은 서비스산업과 국방, 광업, 농업 등과 같은 비제조업 산업분야로 확장됨에 따라, 기존의 제조공장 자동화에 사용되던 산업용 로봇을 제조업용 로봇으로 바꾸어 부르고, 비제조업용 로봇을 서비스 로봇으로 부르게 되었다.